# 亨利·布拉萨站
亨利·布拉薩站（法語：Station Henri-Bourassa）位於加拿大魁北克省蒙特利爾市阿康積－卡迪耶城區，是2號線的車站。在2007年2號綫延長至拉華爾市的蒙莫倫斯站前亨利·布拉薩站曾為橙綫的總站。

## 外部連結
- （法文）（英文）蒙特利爾交通局：亨利·布拉薩站 （页面存档备份，存于）（英文） （页面存档备份，存于）
- （法文）（英文）：亨利·布拉薩站 （页面存档备份，存于）（英文） （页面存档备份，存于），含有亨利·布拉薩站的資訊、歷史、車站結構與藝術品資料。